# 德國聯邦食品、農業及國土部
德國聯邦農業、食品及家鄉部（德語：Bundesministerium für Landwirtschaft, Ernährung und Heimat，德文簡寫 BMLEH）是德國聯邦部會之一，第一辦公室設於波恩，第二辦公室於柏林。
在歷史上，該部隨著德國政府的更替，而更換其職權範圍和名稱：
1949至2001年 - 聯邦食品、農業及林業部；
2001至2013年 - 聯邦消費者保護、食品及農業部；
2013至2025年 - 聯邦食品及農業部；
2025年5月6日第25屆聯邦政府執政開始，該部改為今天的名稱。

## 機構設置
聯邦農業、食品及家鄉部設有8个內部機構：
- 中央司
- 消費者健康保護、營養、產品安全
- 食品安全、動物健康
- 農產品市場、食品業、出口
- 森林、永續、再生資源
- 歐盟事務、國際合作、漁業
- 農業生產、園藝、農業政策
- 農村發展、數位創新

## 外部連結
- 官方網站